# Paracilicaea falcata
Paracilicaea falcata är en kräftdjursart som beskrevs av Benvenuti och Messana 2000. Paracilicaea falcata ingår i släktet Paracilicaea och familjen klotkräftor. Inga underarter finns listade i Catalogue of Life.